# Nordlyshallen

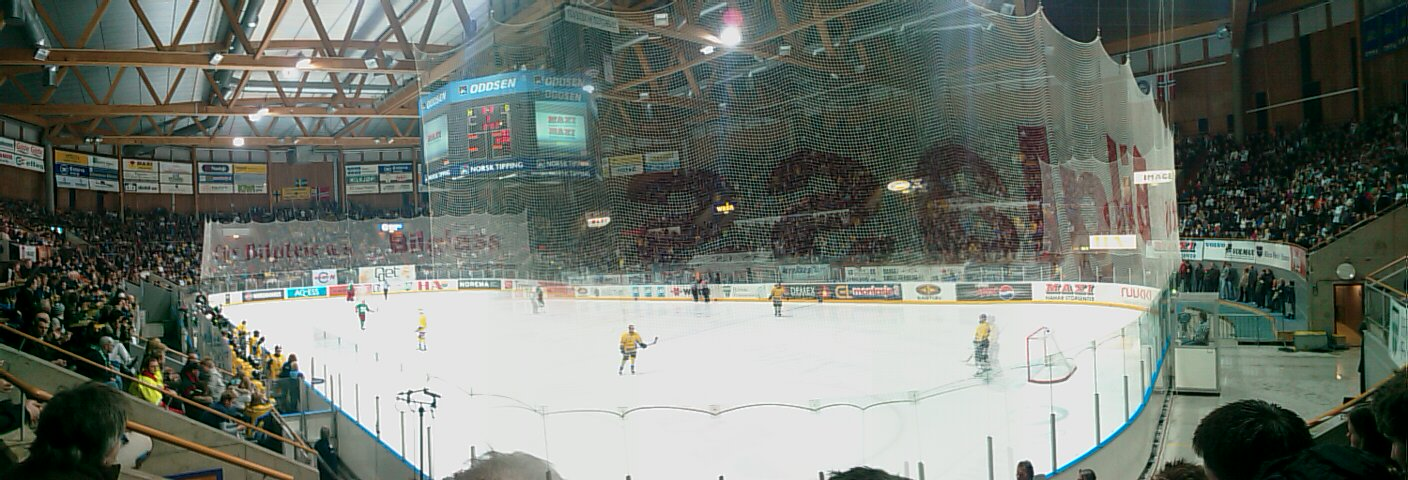
Inuti hallen, norska mästerskapsfinalen 2008.

Nordlyshallen eller Hamar Olympiske Amfi är en ishall belägen bredvid Storhamar Ishall i Hamar i Norge. Hallen invigdes den 6 december 1992, som den 26:e ishallen i Norge. Den byggdes för short track och konståkning under olympiska vinterspelen 1994, och har därefter används som hemmaplan för ishockeyklubben Storhamar Dragons. Publikrekordet noterades i den avgörande norska mästerskapsfinalen mellan Storhamar och Vålerenga den 28 mars 2004, då 7 405 åskådare kom dit. Storhamar vann med 2–1 efter förlängning, och vann kongepokalen.

## Andra evenemang
Den direktsända Idrettsgallaen har blivit en vanlig händelse i Nordlyshallen i början av januari. Hallen har också använts för konserter med Fats Domino, Little Richard, Willie Nelson och José Carreras.